# Clubiona pupillaris
Clubiona pupillaris là một loài nhện trong họ Clubionidae.
Loài này thuộc chi Clubiona. Clubiona pupillaris được George Newbold Lawrence miêu tả năm 1938.